# Obtectomera
Obtectomera je grupa makro-moljaca i leptira, koja se sastoji od preko 100.000 vrsta u najmanje 12 superfamilija.

## Taksonomija
Obtectomera obuhvata sledećih 12 superfamilija:
- Whalleyanoidea Minet, 1991
- Thyridoidea Herrich-Schäffer, 1846
- Hyblaeoidea Hampson, 1903
- Calliduloidea Moore, 1877
- Papilionoidea Latreille, 1802 – pravi leptiri
- Pyraloidea Latreille, 1809
- Mimallonoidea Burmeister, 1878
- Macroheterocera Chapman, 1893
  - Drepanoidea Boisduval, 1828
  - Noctuoidea Latreille, 1809
  - Geometroidea Leach, 1815
  - Lasiocampoidea Harris, 1841
  - Bombycoidea Latreille, 1802

Ponekad su uključene i neke druge superporodice:
- Pterophoroidea Latreille, 1802
- Alucitoidea Leach, 1815
- Copromorphoidea [=Carposinoidea[1]] Walsingham, 1897
- Epermenioidea Spuler, 1910
- Gelechioidea Stainton, 1854